# Hudson Wasp
La Hudson Wasp è un'autovettura full-size prodotta dalla Hudson dal 1951 al 1956. Oltre che negli Stati Uniti, la Wasp è stata anche prodotta in Australia tramite il sistema del complete knock down. Sostituì la Hudson Super Custom Six.
Dopo la nascita della American Motors Corporation, la Wasp continuò ad essere commercializzata con marchio Hudson fino al 1956. La Wasp è stata prodotta in due versioni. Dal 1952 al 1954 è stata realizzata su un pianale a passo corto della Hudson, mentre dal 1955 al 1956 venne realizzata, con un design completamente differente, su una piattaforma più grande che condivideva con altri modelli Nash.

## Storia

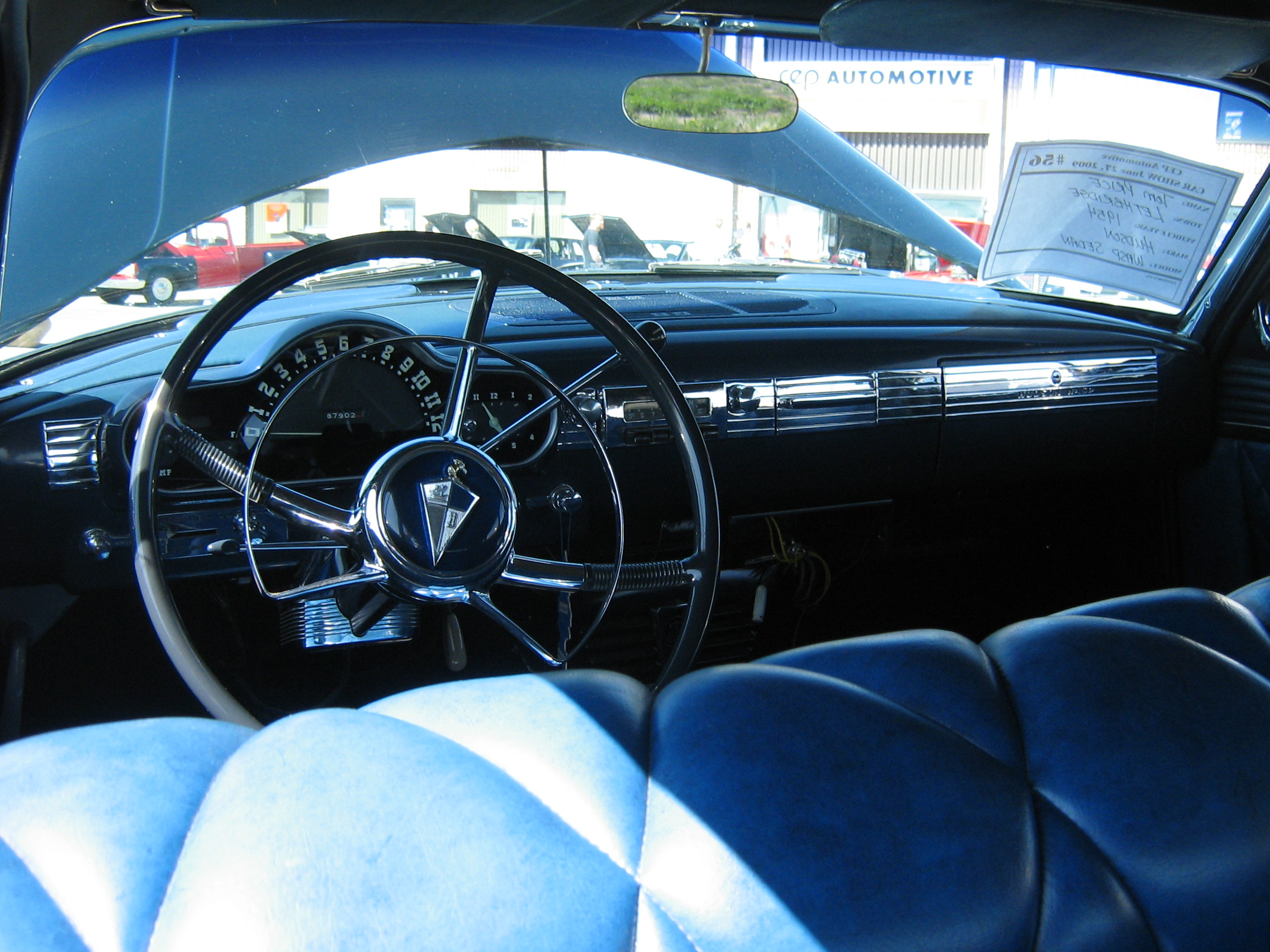
Gli interni di una Hudson Wasp del 1954

La Wasp è stata introdotta per il model year 1952 come versione aggiornata della Hudson Pacemaker. Era disponibile in versione berlina due e quattro porte, cabriolet due porte e hardtop due porte. Inizialmente venne costruita su un pianale a passo corto. La struttura della carrozzeria era monoscocca. Il motore era installato anteriormente, mentre la trazione era posteriore.
La Wasp era dotata di un sei cilindri in linea a valvole laterali da 3,3 L di cilindrata che deriva da quello della Pacemaker. L'altro motore disponibile era un sei cilindri in linea da 3,8 L. Era offerto anche l'allestimento Super Wasp, che era fornito di interni migliori e di un motore più potente. Il propulsore montato era infatti un sei cilindri in linea a valvole laterali da 4,3 L che era dotato di carburatore doppio corpo e che erogava 127 CV di potenza. Nel 1953 erano prodotti 21.876 esemplari, mentre l'anno successivo furono realizzate 17.792 unità.
Nel 1955 la Wasp diventò un prodotto della neonata società American Motors Corporation (AMC) e quindi l'assemblaggio fu trasferito da Detroit a Kenosha, nel Wisconsin. Tutte le Hudson furono basate sulle Nash d'alta gamma. Nonostante ciò i modelli continuavano a conservare lo stile dei precedenti modelli Hudson. Da un punto di vista tecnologico, le Hudson iniziarono ad essere basate su pianali Nash e la Wasp, in particolare, era realizzata su quello della Nash Statesman. Anche nel 1955 il motore base era sempre il già citato sei cilindri in linea da 3,3 L. Nel 1955 le vendite si assestarono a 7.191 esemplari.
Nel 1956 la linea fu aggiornata con l'obiettivo di fornire al modello maggior appeal. Il piano però fallì e le vendite scesero a 2.519 esemplari. Nell'anno in oggetto l'unica versione disponibile fu la berlina quattro porte. Questo fu l'ultimo anno per la Wasp. Il marchio Hudson fu poi tolto dal mercato alla fine del model year 1957 e l'AMC concentrò l'attenzione e le risorse sulle nuove Rambler, Metropolitan e Ambassador.